# Eugenia mackeeana
Eugenia mackeeana är en myrtenväxtart som beskrevs av André Guillaumin. Eugenia mackeeana ingår i släktet Eugenia och familjen myrtenväxter. IUCN kategoriserar arten globalt som sårbar.
Artens utbredningsområde är Nya Kaledonien. Inga underarter finns listade i Catalogue of Life.